# Chenolea canariensis
Chenolea canariensis är en amarantväxtart som beskrevs av Horace Bénédict Alfred Moquin-Tandon. Chenolea canariensis ingår i släktet Chenolea och familjen amarantväxter. Inga underarter finns listade i Catalogue of Life.